# Светско првенство у рагбију тринаест
Светско првенство у рагбију тринаест (енгл. Rugby League World Cup), је најважније међународно рагби 13 такмичење за репрезентације и убраја се у велике спортске манифестације. Прво Светско првенство у рагбију тринаест је одржано 1954. У досадашњој историји рагбија 13, убедљиво највише је показала селекција Аустралије. Значајне резултате постигли су још  и Велика Британија, Француска, Нови Зеланд, Папуа Нова Гвинеја, Фиџи и Тонга. Средњем ешалону светског рагбија 13 припадају Либан, Канада, САД, Јамајка, Шкотска, Ирска, Италија и Грчка. Рагби 13 репрезентација Србије је неколико пута била близу да се квалификује на Светско првенство, али нажалост "Бели орлови" нису успели да направе сензацију. Светска рагби 13 федерација, организује још и Светско првенство у рагбију 13 за девојке, студенте, инвалиде...

## Пехар Пол Беријер
Пол Беријер је био француски рагбиста и члан покрета "Слободна Француска" који се борио против великог зла нацизма и фашизма. Пехар "Пол Беријер" осваја рагби 13 репрезентација која освоји Светско првенство у рагбију 13. 

## Формат и пропозиције такмичења
Формат такмичења се мењао кроз историју. Сада је актуелно, да се игра групна фаза, а затим нокаут завршница такмичења. У групној фази два бода се добијају за победу и један бод за нерешено.

## Публика
Рагби 13 је популаран тимски спорт, који се игра у 45 држава чланица Уједињених нација. 
- 1954. Просечно око 19 000 гледалаца уживо по утакмици.
- 1957. Око 35 000 гледалаца.
- 1960. Око 18 000.
- 1968. Око 31 000.
- 1970. Око 9 000.
- 1972. Око 8 000.
- 1975. Око 9 000.
- 1977. Око 15 000.
- 1985. Око 12 000.
- 1989. Око 14 000.
- 1995. Око 17 000.
- 2000. Око 8 000.
- 2008. Око 16 000.
- 2013. Око 16 000.
- 2017. Око 13 000.

### Рекордна посета
- Финале 2013. Око 74 000 гледалаца уживо на финалу Светског првенства у рагбију 13 у Манчестеру.

## Историја
Рагби је настао 1823. а поделио се на унију и лигу 1895. Французи су у двадесетом веку, развили идеју да се одржи Светско првенство у рагбију тринаест. Рагби 13 је професионалан спорт још од 1895. Прво Светско првенство у рагбију 13 је одржано 1954. 

### Хронологија Светских првенстава у рагбију тринаест.
1954. одржано је Светско првенство у рагбију тринаест у Француској. Учествовале су четири селекције. Титулу првака Света је освојила селекција Велике Британије, пошто је у финалу победила Француску. Бронзану медаљу су освојили аустралијски "Кангароси", пошто су у борби за треће место били бољи од Новозеланђана.
1957. Друго Светско првенство у рагбију тринаест је одржано у Аустралији. Аустралијанци су освојили титулу првака Света, пошто су победили Велику Британију у финалу. У борби за треће место, Нови Зеланд је био бољи од Француске. Учествовале су четири рагби 13 репрезентације.
1960. Треће Светско првенство у рагбију тринаест је одржано у Енглеској. Учествовале су четири рагби 13 репрезентације. У финалу је Велика Британија победила Аустралију. Новозелански "Кивији" су освојили бронзане медаље, пошто су у утакмици за треће место, били бољи од Француске.
1968. Четврто Светско првенство у рагбију тринаест је одржано у Аустралији и на Новом Зеланду. Учествовале су четири рагби 13 репрезентације. Титулу првака Света је освојила Аустралија, која је у финалу победила Француску. У утакмици за треће место, Велика Британија је била боља од Новог Зеланда. 
1970. Пето Светско првенство у рагбију тринаест је одржано у колевци рагбија 13, у Енглеској. Учествовале су четири рагби 13 репрезентације. Титулу првака Света је освојила Аустралија, пошто је у финалу победила Велику Британију. Французи су освојили бронзане медаље, пошто су у борби за треће место, победили Нови Зеланд. 
1972. Шесто Светско првенство у рагбију тринаест је одржано у Француској. Велика Британија је освојила трећу светску титулу пошто је победила Аустралију у финалу. Домаћини Французи су освојили бронзу, након што су у борби за треће место савладали Нови Зеланд. Након овог такмичења уследила је невероватна доминација Аустралије.
1975. Седмо Светско првенство у рагбију тринаест је одржано у Аустралији. Учествовало је пет рагби 13 репрезентација. Кенгури су у финалу победили Енглезе, док су Велшани освојили бронзу пошто су у мечу за треће место били бољи од Новог Зеланда. 
1977. Осмо Светско првенство у рагбију тринаест је одржано у Аустралији и на Новом Зеланду. Аустралија је у финалу били боља од Велике Британије, а Нови Зеланд је освојио треће место пошто је победио Француску. Учествовале су четири рагби 13 репрезентације. 
1985. Девето Светско првенство у рагбију тринест је одржано у више држава, а учествовало је пет рагби 13 репрезентација. Аустралијанци су у финалу били бољи од комшија Новозеланђана, а Велика Британија је у борби за треће место савладала Папуу Нову Гвинеју.
1989. Десето Светско првенство у рагбију тринаест је одржано у неколико земаља. Учествовало је пет рагби 13 репрезентација. Аустралија је у финалу победила Велику Британију, а Французи су освојили бронзу пошто су надиграли Нови Зеланд.
1995. Једанаесто Светско првенство у рагбију тринаест је одржано у Енглеској и Велсу. Учествовало је десет рагби 13 репрзентација. Аустралија је у финалу била боља од Енглеске, а Нови Зеланд је у борби за треће место био бољи од Велса.
2000. Дванаесто Светско првенство у рагбију тринаест је одржано у Француској, Ирској и Великој Британији. Учествовало је 16 рагби 13 репрезентација. Аустралија је у финалу победила Нови Зеланд, а Енглези су у борби за треће место, савладали Велс.
2008. Тринаесто Светско првенство у рагбију тринаест је одржано у Аустралији. Нови Зеланд је тада освојио прву светску титулу, пошто је у финалу био бољи од Аустралије. Енглези су освојили бронзану медаљу, пошто су у борби за треће место били бољи од Фиџија. Учествовало је десет рагби 13 репрезентација. 
2013. Четрнаесто Светско првенство у рагбију тринаест је одржано у неколико европских држава. Аустралија је освојила титулу пошто је у финалу савладала Нови Зеланд. Енглези су освојили бронзу пошто су победили Фиџи. Учествовало је 14 рагби 13 репрезентација. 
2017. Петнаесто Светско првенство у рагбију организовали су Папуа Нова Гвинеја, Аустралија и Нови Зеланд. Аустралија је у финалу победила Енглеску, а Фиџи је у борби за бронзу био бољи од Тонге. Учествовало је 14 рагби 13 репрезентација. 

## Биланс медаља
| Ранг | Држава           | Злато | Сребро | Бронза | Укупно |
| 1    | Аустралија       | 11    | 3      | 1      | 15     |
| 2    | Велика Британија | 3     | 4      | 2      | 9      |
| 3    | Нови Зеланд      | 1     | 3      | 4      | 8      |
| 4    | Енглеска         | 0     | 3      | 3      | 6      |
| 5    | Француска        | 0     | 1      | 2      | 3      |
| 6    | Фиџи             | 0     | 0      | 1      | 1      |
| 7    | Велс             | 0     | 0      | 1      | 1      |